# Paranaitis misakiensis
Paranaitis misakiensis är en ringmaskart som beskrevs av Kato och Pleijel 2003. Paranaitis misakiensis ingår i släktet Paranaitis och familjen Phyllodocidae. Inga underarter finns listade i Catalogue of Life.